# La guerra dei Roses
(Tagline del film)
La guerra dei Roses (The War of the Roses) è un film del 1989 diretto da Danny DeVito, basato sul romanzo omonimo di Warren Adler.

## Trama
L'avvocato Gavin D'Amato è nel suo ufficio a discutere un caso di divorzio con un cliente. Notando la determinazione dell'uomo di divorziare da sua moglie, Gavin decide di raccontargli la storia di due persone che in precedenza si erano consultate con lui: Oliver e Barbara Rose. Oliver Rose, studente in legge all'università di Harvard, incontra Barbara, affascinante giovane ginnasta, di cui si innamora subito. I due si sposano e hanno due figli, Josh e Carolyn. Ben presto Oliver fa carriera come avvocato, e la vita coniugale è perfetta e felice, oltre che ricca. Un giorno Barbara nota una villa enorme la cui proprietaria è recentemente deceduta, così si offre ai figli della donna come acquirente e con pazienza e amore la risistema. Dopo pochi anni dal trasferimento nella bellissima villa i rapporti tra Oliver e la moglie iniziano a incrinarsi a causa di alcune divergenze, e Barbara non sembra sopportare più il carattere del marito. Un giorno Oliver viene portato all'ospedale per un'ernia iatale, scambiata inizialmente per un infarto e viene dimesso poco dopo. Con amara sorpresa si rende conto che Barbara non ha voluto andare all'ospedale a trovarlo e al ritorno a casa chiede spiegazioni. La donna racconta che, durante il tragitto verso l'ospedale, ha improvvisamente fermato l'auto e deciso di rientrare a casa, rendendosi conto che l'idea di Oliver morto l'aveva resa felice. Infine gli confessa di non amarlo più e di volere divorziare. Oliver reagisce male e ne nasce una lite in cui Barbara arriva a colpirlo con un pugno in faccia. Inoltre Barbara dichiara di volere a tutti i costi la casa (nonostante sia stata pagata con i soldi del marito) e il suo avvocato, per legittimare la richiesta, utilizza una lettera d'addio che Oliver le aveva scritto quando era in ospedale convinto di essere sul punto di morire, nella quale le diceva che le avrebbe lasciato tutto.
Oliver non è affatto disposto a lasciare la proprietà e assume quindi Gavin come suo avvocato. Gavin escogita un sistema per farli vivere insieme da separati in casa. Barbara, che non tollera la presenza dell'uomo in casa, tenta di sedurre Gavin per convincerlo a trovare un'altra soluzione, ma l'avvocato la respinge. Oliver offre alla moglie una considerevole somma di denaro in cambio della casa, ma Barbara rifiuta. Gavin propone al suo assistito di lasciare l'abitazione per iniziare una nuova vita, ma Oliver, deciso a non lasciare né la villa né la moglie, della quale in fondo è ancora innamorato, non ne vuole sapere e solleva Gavin dall'incarico. Da questo momento inizia una guerra tra Oliver e Barbara fatta di dispetti, umiliazioni e insulti. Una notte Oliver investe accidentalmente con l'auto la gatta di Barbara nel vialetto. Quando la moglie lo scopre si vendica intrappolando Oliver nella sauna presente in casa, dove l'uomo perde i sensi a causa dei colpi di calore. Oliver allora toglie per dispetto i tacchi a tutte le scarpe di Barbara. Intanto i loro figli, avviliti e preoccupati per la situazione, partono per il college. Una sera Barbara invita alcuni amici e potenziali clienti a una cena in casa, ma il marito la ridicolizza di fronte a tutti e rovina le portate. Barbara, dopo averlo colpito con una padella, distrugge per vendetta la sua Morgan Roadster rischiando anche di uccidere Oliver, che resta fortunatamente illeso. Gli invitati alla cena osservano increduli gli eventi.
La sera seguente Barbara e Oliver cenano insieme in un disperato tentativo di risolvere civilmente i loro problemi. Oliver cerca di riappacificarsi, ma lei lo respinge. Mentendo per fargli comprendere che non esiste più alcun rispetto fra di loro, gli dice di avere ucciso Benny, il fedele cane di lui, e di avere messo la sua carne nel paté che Oliver sta mangiando. Oliver perde la testa e, accecato dalla rabbia, si avventa contro la moglie, che fugge. Oliver rincorre Barbara al piano di sopra, ma lei lo allontana buttandolo giù dalle scale e si nasconde nella mansarda dove inizia a svitare un lampadario per farlo cadere in testa al marito, mentre lui blocca tutte le uscite e le finestre per non darle modo di fuggire. Nella mansarda Oliver sorprende Barbara e la immobilizza, tentando di sedurla sessualmente; lei sembra abbandonarsi a lui, ma a un certo punto lo morde per liberarsi e lo fa precipitare al piano inferiore. Oliver cade su un tavolo che, distruggendosi, attutisce la sua caduta. I due, lottando, sfondano il parapetto del piano superiore e Barbara si aggrappa a un lampadario, che regge il suo peso. Oliver la raggiunge per confessarle che, nonostante quanto è successo, lui non ha mai smesso di amarla, ma Barbara lo respinge fino alla fine. Nel frattempo il lampadario inizia a cedere e alla fine crolla: i due vengono ritrovati morti dalla governante Susan e da Gavin. Così Gavin termina la sua storia e presenta due opzioni al suo cliente: procedere con il divorzio con il rischio di finire di fronte a un bagno di sangue in tribunale, o andare a casa dalla moglie per risolvere le loro divergenze in modo corretto. Il cliente sceglie la seconda e Gavin, soddisfatto, chiama la moglie per dirle che sta tornando a casa e che la ama.

## Promozione
Durante la promozione del film Michael Douglas e Danny DeVito sono comparsi in un talk show per sponsorizzare il loro nuovo lavoro. Durante le riprese il presentatore Arsenio Hall rivelò il finale del film, suscitando scandalo nei due ospiti.

## Riconoscimenti
- 1990 - Golden Globe
  - Nomination Miglior film commedia o musicale
  - Nomination Miglior attore in un film commedia o musicale a Michael Douglas
  - Nomination Migliore attrice in un film commedia o musicale a Kathleen Turner
- 1991 - Premio BAFTA
  - Nomination Miglior sceneggiatura non originale a Michael Leeson
- 1990 - Festival internazionale del cinema di Berlino
  - Nomination Orso d'oro a Danny DeVito
- 1990 - David di Donatello
  - Nomination Miglior attore straniero a Michael Douglas
  - Nomination Migliore attrice straniera a Kathleen Turner
- 1990 - BMI Film & TV Award
  - Miglior colonna sonora a David Newman
- 1990 - American Society of Cinematographers
  - Nomination Miglior fotografia a Stephen H. Burum
- 1990 - Artios Award
  - Nomination Miglior casting per un film commedia a David Rubín